# 태풍 빌리스 (2000년)
태풍 빌리스 (Typhoon Bilis)는 2000년 8월 19일부터 8월 23일까지 활동했고 최저기압 920 hPa를 기록했던 2000년의 제10호 태풍이다. 5등급의 슈퍼 태풍(SSHS)이다. 대만에 심각한 피해를 남겼다. 이름인 빌리스는 필리핀에서 제출하였으며 '빠름, 쾌속'을 의미한다.

## 피해
| 지역 | 사망자 | 피해 (USD) |
| ---- | ------ | ---------- |
| 중국 | 57명   | $5.34억    |
| 대만 | 14명   | $1.34억    |
| 총   | 71명   | $6.68억    |

## 같이 보기
- 2000년 태풍